# Arcola (Teksas)
Arcola – miasto w Stanach Zjednoczonych, w stanie Teksas, w hrabstwie Fort Bend.